# Racta
Racta is een geslacht van vlinders van de familie dikkopjes (Hesperiidae), uit de onderfamilie Hesperiinae.

## Soorten
- R. apella (Schaus, 1913)
- R. chiria Evans, 1955
- R. dalla Evans, 1955
- R. plasma Evans, 1955
- R. racta Evans, 1955